# Алещенков, Пётр Иванович
Пётр Иванович Але́щенков (1909—1976) — советский инженер-механик, участник атомного проекта, лауреат Сталинской премии (1953) и Государственной премии СССР (1970).

## Биография
Родился в Гжатске (ныне — Гагарин, Смоленская область) в семье торгового служащего (приказчика у купца), старший из 4 детей.
Окончил Гжатскую девятилетнюю школу (1926) и механическое отделение Специальных курсов общего машиностроения при Главпрофобре СССР в Москве (март 1930 года) с присвоением звания техника-производственника по специальности «двигатели внутреннего сгорания».
С июня 1929 года на практике в Управлении химического машиностроения акционерного общества «Химстрой» в должности чертежника группы «Б», с марта 1930 года младший техник, затем и. о. инженера. В последующем Управление реорганизуется в Отдел химического машиностроения при ВОСХИМ, затем в Отраслевой научно- исследовательский институт химического машиностроения в составе ЦНИИТМАШа, затем в Научно-исследовательский институт химического машиностроения — НИИхиммаш, затем — в Экспериментально-конструкторский институт химического машиностроения (ЭКИХИММАШ) с местом пребывания в Москве, а с февраля 1936 года в Харькове.
В сентябре 1930 года поступил на вечернее отделение факультета химического машиностроения МВТУ имени Н. Э. Баумана. В 1931 году перевёлся в МИХМАШ, после закрытия вечернего отделения при МИХМ в январе 1934 года — в Центральный заочный индустриальный институт и окончил его в январе 1935 года Дипломный проект защитил в Государственной квалификационной комиссии при МИХМ, получив звание инженера-механика по специальности «химическая аппаратура и машины, за исключением нефтеперерабатывающей аппаратуры».
В ЭКИХИММАШе работал до ноября 1936 года в должностях и. о. инженера, и. о. старшего инженера, старшего инженера, младшего научного сотрудника.
В декабре 1936 года призван для прохождения военной службы и по ноябрь 1938 года служил машинистом-турбинистом на крейсере «Червона Украша» черноморского флота в Севастополе. Получил звание командира запаса ВМФ.
В декабре 1938 года вернулся в ЭКИХИММАШ, работал старшим научным сотрудником, а затем до мобилизации в июле 1941 года — руководителем группы специализированной химической аппаратуры.
Во время войны служил на  Черноморском флоте: техник, старший техник, инженер моторного цеха.
В августе 1946 года демобилизовался и поступил в НИИхиммаш (Научно-исследовательский институт химического машиностроения) Министерства машиностроения и приборостроения СССР (Москва), работал заведующим конструкторского бюро, старшим инженером, групповым инженером, руководителем группы.
В июле 1953 года переведён в НИИ-8 (Научно-исследовательский и конструкторский институт энерготехники, впоследствии НИКИЭТ). Участник советского атомного проекта.
Работал в НИКИЭТ в должности начальника отдела до мая 1974 года, когда по состоянию здоровья ушёл на пенсию.
Разрабатывал канальные реакторы «Атом Мирный Большой» (АМБ-100 и АМБ-200).

## Награды и премии
- Сталинская премия второй степени (1953) — за расчётные и экспериментальные работы по созданию реакторов для производства трития
- Государственная премия СССР (1970)
- орден Красной Звезды (1943)
- орден Трудового Красного Знамени (1951)
- орден Ленина (1956)
- орден «Знак Почёта» (1962)
- медаль «За оборону Кавказа»
- медаль «За победу над Германией в Великой Отечественной войне 1941-1945 гг.».

В 1976 году в посёлке (ныне городе) Заречном улица Школьная была переименована в улицу Алещенкова.